# 烏尤寺
烏尤寺（うゆうじ）は、中華人民共和国四川省楽山市市中区にある仏教寺院。

## 歴史
唐代、僧侶の恵浄により正覚寺として開かれる。北宋に「烏尤寺」と改称。
1980年7月7日、四川省人民政府は仏寺を四川省文物保護単位に認定した。1983年、中華人民共和国国務院は仏寺を漢族地区仏教全国重点寺院に認定した。

## 伽藍
山門、大雄宝殿、弥勒殿、釈迦殿、羅漢堂、景雲亭

## 主な住僧
- 恵浄（唐）
- 伝度（中華民国）
- 遍能（中華人民共和国）
- 伝智（中華人民共和国）